# Earinis purpurea
Earinis purpurea là một loài bọ cánh cứng trong họ Cerambycidae.